# Suchmos
 (février 2018).
Si vous disposez d'ouvrages ou d'articles de référence ou si vous connaissez des sites web de qualité traitant du thème abordé ici, merci de compléter l'article en donnant les références utiles à sa vérifiabilité et en les liant à la section « Notes et références ».
Suchmos (prononcer such à l'anglaise, et le s final) est un groupe japonais composé de six musiciens. Il a été formé en 2013 par des jeunes de Yokohama et Chigasaki. Le nom du groupe vient du surnom de Louis Armstrong. Sa musique mêle des influences diverses : rock, soul, jazz et hip-hop.

## Membres

### Membres actuels
- Yonce, de son vrai nom Yōsuke Kasai, né le 29 août 1991, est le chanteur du groupe Suchmos. Il est originaire de Chigasaki (dans la préfecture de Kanagawa), où il habite toujours.
- Taiking, de son vrai nom Taiki Totsuka, né le 10 mai 1990, est le guitariste du groupe Suchmos depuis mai 2015. Il est originaire de Yokohama. Son père, Tetsuya Totsuka, a joué dans l'équipe du Japon de football.
- Hsu, de son vrai nom Hayata Kosugi, né le 29 juin 1989, est le bassiste du groupe Suchmos. Il est originaire de Yokohama. C'est un ancien membre du groupe Sanabagun. Il meurt de maladie en octobre 2021[1].
- OK, de son vrai nom Kento Ōhara, né le 27 août 1990, est le batteur du groupe Suchmos. Il est originaire de Yokohama. Kcee est son frère.
- Kcee, de son vrai nom Kaiki Ōhara, né le 18 septembre 1992, est le DJ du groupe Suchmos depuis mai 2015. Il est originaire de Yokohama. OK est son frère.
- Taihei, de son vrai nom Taihei Sakurautchi, né le 4 juillet 1992, est le claviériste du groupe Suchmos. Il est originaire de Himi dans la préfecture de Toyama. Il joue également dans le groupe Sanabagun.

### Ancien membre
- Ayustat était le guitariste du groupe Suchmos jusqu'en mai 2015. Il a notamment composé la chanson Fallin' du premier album studio The Bay. Il quitte le groupe juste avant l'enregistrement de cet album.

## Histoire

### 2013: formation
Les membres du groupe sont des camarades de longue date : la mère de Hsu était une amie de la mère de Taiking ; Taiking et OK se sont fréquentés depuis l’école maternelle ; Hsu et Taiking étaient dans la même école primaire ; Kcee et OK sont frères ; Taihei et Hsu ont fréquenté la même université, Taihei étant dans la promotion suivant celle de Hsu. Yonce et OK se sont rencontrés dans un groupe de musique alors qu’ils étaient lycéens.
Avant Suchmos, ces jeunes gens ont déjà monté un groupe ensemble. Ce premier groupe créé en 2007 et baptisé Ivory est composé de Hsu à la basse, OK à la batterie, Taiking au chant, et Ayustat à la guitare. En 2009, les 4 musiciens participent à un concours national des groupes organisés par un magasin d’instruments de musique, ce qui leur permet par la suite de trouver une maison de production. Mais la maison de production, pour les lancer, exige qu’ils rentrent dans le moule commercial et qu’ils renoncent à développer leur musique. OK dénonce cette attitude prédatrice et irrespectueuse (car bloquant toute créativité). L’équipe de production propose alors au groupe de changer de batteur et OK quitte le groupe. Peu après, Hsu perd sa motivation et finalement le groupe implose.
Trois ans après la dissolution du groupe Ivory, Hsu rentre à l'université pour y étudier la musique. OK, influencé par Hsu, rentre également à l'université. Ils passent de nombreuses soirées ensemble à écouter de la musique autour d’un verre. C’est au cours de ces soirées que leur vient l’idée de remonter un groupe ensemble. En janvier 2013, Hsu et OK montent le groupe Suchmos avec Ayustat, et demandent à Yonce d’être le chanteur. La première chanson qu’ils enregistrent en studio, Miree, est composée par Hsu. OK envoie la partition à Yonce qui, y trouvant une certaine fraîcheur, décide d’accepter de rentrer dans le groupe.
La même année, ils font la connaissance de Satoru Kaneko de la maison de disques Space Shower Music qui deviendra le manager du groupe. M. Kaneko les trouve un peu prétentieux mais, comme il aime la voix de Yonce et l’ambiance que dégage le groupe, il les suit en concert.

### 2014 - 2016:The Bay,Love & Vice,Mint Condition
En 2014, sur les conseils de leur manager, ils s’inscrivent au festival Rookie a Go-Go de Fuji Rock, et leur inscription est acceptée. Ils montent sur scène en dernière partie du concert du 26 juillet. Ce concert est pour eux l’occasion de composer l’EP Essence et l’album The Bay. Fin 2014, ils commencent à travailler sur un EP. Leur contrat ne porte alors que sur un seul EP.
L’EP Essence sort chez Space Shower Music le 8 avril 2015. Cet EP contient la chanson Fallin’ à partir de laquelle Kcee réalise un clip vidéo. Pendant l’enregistrement de Essence, des tensions apparaissent entre Ayustat, qui est attiré par la culture underground, et les autres membres du groupes, qui veulent essayer de se frotter aux majors de l’industrie musicale. Ayustat quitte le groupe en mai 2015, juste avant l’enregistrement de l’album complet. Le groupe demande alors à Taihei, qui était camarade de Hsu à l’université, de venir au clavier, et à Kecc, le frère de OK, de faire le DJ. En même temps, un appel est lancé en direction de Taiking, qui était le chanteur dans leur premier groupe, pour qu’il prenne la guitare.
Leur premier album studio, The Bay, sort le 8 juillet 2015. Ils signent alors un contrat de management avec Space Shower Music. L’album atteint la 2e place au classement J-Wave Tokyo Hot 100. En décembre, aux Best of 2015 qu’organise Apple Music, ils sont élus « Meilleur nouvel artiste de l’année ».
Leur deuxième EP, Love & Vice, sort le 27 janvier 2016. Il obtient la première place dans la catégorie Albums d’iTunes. Le premier single de l’EP, Stay tune, accède à la première place du classement J-Wave Tokyo Hot 100. Cette chanson est reprise dans la publicité de la Honda Vezel en septembre, ce qui contribue à faire connaître Suchmos auprès d’un plus large public. L’EP ainsi que le single rentrent dans le top 10 du classement Japan Hot 100, une grande première pour Suchmos.
Du 2 au 26 avril, Suchmos effectue sa première tournée (Tour Love & Vice) dans tout le Japon pour jouer son EP Love & Vice. Le 3e EP du groupe, Mint Condition, sort le 6 juillet. Le clip de Mint, le premier titre de l’EP, est créé en collaboration avec Levi’s. Il met en images le thème de la chanson, « les pensées pour les copains et la rue », ainsi que la composition du groupe, riche des individualités de chacun de ses membres. Ce clip remporte le prix de la meilleure vidéo d’un nouvel artiste dans la catégorie musique japonaise aux 15e MTV Video Music Awards. Du 16 au 29 octobre, ils font leur propre tournée nationale, intituléeTour Mint Condition. Ils jouent à guichet fermé à tous les concerts, et donnent même un concert supplémentaire le 11 novembre, intitulé Tour Mint Condition Extra Show.

### Depuis 2017:The Kids& création d'un label
Leur deuxième album studio, The Kids, sort le 25 janvier 2017. Il entre d’emblée à la deuxième place dans le classement Oricon des meilleures ventes d’albums au Japon. Le 13 février, il s’empare de la première place. En mars, Suchmos participe à l’album hommage Where, Who, What is PetrolZ en faisant une reprise de la chanson Ame de PetrolZ. En mars-avril, il effectue sa troisième tournée : Tour the Kids. Le 27 avril, il donne un concert supplémentaire au Studio Coast de Shinkiba à Tokyo. À cette occasion, il annonce avoir signé un contrat avec Sony Music et avoir créé son propre label : F.C.L.S.
Le nom du label est composé des initiales de First Choice Last Stance et exprime la détermination de Suchmos à rester fidèle à l’esprit des débuts quoi qu’il arrive. Le 5 juillet, le groupe sort son premier single sous le label F.C.L.S. intitulé First Choice Last Stance. Pour fêter le lancement de son propre label, il donne deux concerts exceptionnels en plein air intitulés F.C.L.S. Live, l’un dans l’amphithéâtre de Hibiya à Tokyo le 2 juillet et l’autre dans celui du parc du château d’Osaka le 9 juillet. En octobre et en novembre, il effectue une tournée dans tout le Japon intitulée Tour First Choice Last Stance.

## Composition de la musique et des paroles
Les morceaux de Suchmos sont enregistrés lors de séances d’improvisation en studio. Autour d’un thème, si un riff apparaît, les membres du groupe s’en servent pour émettre pleins d’idées, et c’est comme cela que le travail progresse. Malgré la tendance actuelle, ils n’utilisent presque pas les échanges en ligne ni les stations audionumériques pour créer leur musique. En général, c’est au cours des séances d’improvisation qu’ils trouvent les mélodies, même s’il arrive parfois qu’un membre du groupe arrive avec une mélodie qu’il a créée de son côté. Les 6 membres du groupe partagent un espace sur iCloud et se réunissent régulièrement pour se faire écouter leur musique, si bien que chacun se familiarise naturellement avec les autres parties de l’orchestration. Par exemple, Yonce, à force de chantonner les riffs des autres parties, peut parfois en faire une bonne mélodie. Kcee le DJ et Taihei au clavier jouent un rôle important dans la composition des morceaux. Kcee s’empare brillamment des morceaux à l’état d’ébauche, leur donne forme et accélère ainsi le processus de création. OK compare cela à un mélange informe poivre-sucre dont il s’agirait de rehausser le goût. Hsu reconnaît également que Kcee est celui qui « donne leur goût » aux morceaux. Chaque membre du groupe réfléchit aux parties jouées par les autres membres du groupe. Par exemple, un des membres va donner à Kcee sa phrase musicale, Hsu va proposer à Yonce une mélodie à chanter... Finalement, comme le clavier peut générer divers sons, c’est Taihei qui reçoit le plus de demandes de la part ses camarades. C’est également Taihei que travaille le plus sur l’enchaînement des accords. Kcee et Taihei reconnaissent qu’ils jouent un grand rôle dans la composition des morceaux. Kcee explique que l’apport d’un clavier et d’un DJ ont ouvert de nouveaux horizons au groupe qui était jusque-là un quatuor des plus classiques (basse-batterie-guitare-chant). Le DJ a un rôle important parce qu’il peut produire des sons très divers, poursuit-il, mais ce qui est crucial, c’est qu’il arrive à mettre juste ce qu’il faut d’épices pour le groupe : « Je n’arrête pas de me demander comment je pourrais impressionner l’auditoire avec la mélodie de la chanson, qui est comme le visage du morceau. » Taihei, de son côté, considère que son arrivée a considérablement renforcé la capacité d’expression du groupe. Il a recours à une image pour expliquer le rôle de chacun des membres du groupe : « La batterie aplanit le sol, la basse aménage la voirie. Là-dessus, le DJ et la guitare font pousser des arbres et élèvent des bâtiments. Enfin, le clavier fait circuler l’air dans la ville et colorie le ciel. » Pour le son du groupe, le clavier est aussi discret et nécessaire que l’air qu’on respire : il pénètre le corps de l’auditeur sans que celui-ci s’en aperçoive. Pour Taihei, savoir tenir le clavier dans un groupe de rock, c’est « rester calme mais passionné, et jouer moins de notes que les autres. »
Yonce et Hsu se chargent d’écrire les paroles. Pour les paroles en anglais, Yonce explique qu’il les écrit sans trop réfléchir, et reconnaît que c’est du mauvais anglais. Pour les paroles en japonais, il a en tête de belles tournures, et, même s’il lui arrive de prendre parfois des libertés avec les règles de grammaire, il essaye de ne pas trop abîmer la langue. Son respect pour les romans qu’il a lus lui donne envie de faire résonner la belle langue. C’est pourquoi, dans ses chansons, il évite autant que possible les mots d’argot des jeunes. Il souhaite que les paroles de ses chansons parlent à tous, même s’il laisse quelques éléments qui manifestent sa sympathie spécifique pour les gens de sa génération. Pour lui, les paroles des chansons doivent bien sûr refléter la société, mais cela n’est pas une raison suffisante pour utiliser les mots à la mode. On retrouve souvent dans les paroles de ses chansons une influence grunge.

## Discographie

### Albums studio
- The Bay, sorti le 8 juillet 2015.
- The Kids, sorti le 25 janvier 2017.
- The Ashtray, sorti le 20 juin 2018.

### EPs
- Essence, sorti le 8 avril 2015.
- Love & Vice, sorti le 27 janvier 2016.
- Mint Condition, sorti le 6 juillet 2016.

### Singles
- First Choice Last Stance, sorti le 5 juillet 2017.

### Singles édition limitée
- YMM, sorti le 8 juillet 2015.
- Stay Tune, sorti le 27 janvier 2016.
- Mint, sorti le 6 juillet 2016.
- A.G.I.T., sorti le 25 janvier 2017.

### Participation à d'autres albums
- Where, Who, What is PetrolZ, sorti en 2017 (chanson Ame).

## Tournées
- Tour Love & Vice, du 2 au 26 avril 2016.
- Tour Mint Condition, du 16 octobre au 1er novembre 2016.
- Tour The Kids, du 2 mars au 23 avril 2017.
- Tour Firs Choice Last Stance, du 7 octobre au 19 novembre 2017.

## Prix
- Le groupe Suchmos reçoit le prix du Meilleur nouvel artiste de l’année au Best of 2015 d'Apple Music.
- Le clip de Mint reçoit le prix de la Meilleure vidéo d’un nouvel artiste dans la catégorie musique japonaise aux 15e MTV Video Music Awards (2016).
- L'album The Kids reçoit le prix du Meilleur album à la 59e édition du Japan Record Awards (2017).